# 7 september
7 september is de 250ste dag van het jaar (251ste dag in een schrikkeljaar) in de gregoriaanse kalender. Hierna volgen nog 115 dagen tot het einde van het jaar.

## Gebeurtenissen
- Algemeen
  - 1923 - Op een internationaal politiecongres in Wenen wordt besloten tot de oprichting van Interpol.
  - 1944 - Bij Vlissingen woedt de hevigste storm ooit in Nederland gemeten; meer dan een uur windkracht 12 met een gemiddelde snelheid van 126 km/h.[1]
  - 1990 - De Belgische koning Boudewijn viert zijn zestigste verjaardag en zit in 1990 ook veertig jaar op de troon. Deze dubbele blijde gebeurtenis wordt gevierd met de zogenaamde 60/40-feesten, waarvan het officiële startschot wordt gegeven op de verjaardag van de koning.
  - 2009 - Op het eiland Samoa wordt het rijden op de linker weghelft ingevoerd, ondanks vele protesten van de inwoners van het eiland.
  - 2015 - RTL Nederland start met haar 5e openbare televisiezender RTL Z
  - 2017 - Mexico wordt getroffen door een aardbeving.
- Infrastructuur
  - 1966 - De Schipholtunnel wordt opengesteld.
  - 2009 - De bouw van de Tweede Coentunnel (A10) onder het Noordzeekanaal bij Amsterdam is van start gegaan, na een discussie van ruim twintig jaar.
- Kunst en cultuur
  - 1911 - Franse rechercheurs arresteren Guillaume Apollinaire op verdenking van diefstal van de Mona Lisa.
  - 1957 - Laatste Jip en Janneke-verhaal verschijnt in Het Parool.
  - 1968 - De VARA zendt de laatste aflevering uit van de serie Ja zuster, nee zuster
  - 2017 - Kunstencentrum Witte de With in Rotterdam maakt bekend af te willen van de naam van de "foute zeeheld" Witte de With.
- Media
  - 1990 - De Tijd verschijnt voor de laatste keer als (opinie)weekblad.
- Muziek
  - 1969 - Eerste optreden van Jethro Tull in Nederland (Concertgebouw Amsterdam).
- Oorlog
  - 1191 - Derde Kruistocht: Slag bij Arsuf.
  - 1202 - Dirk VII van Holland verwoest 's-Hertogenbosch.
  - 1543 - Ondertekening van het Traktaat van Venlo, wat het einde van de Gelderse Oorlogen betekent.
  - 1809 - Vrede van Fredrikshamn: einde Finse Oorlog tussen Zweden en Rusland.
  - 1812 - Slag bij Borodino, waarschijnlijk grootste veldslag uit de geschiedenis.
  - 1864 - Amerikaanse Burgeroorlog: Overgave van Atlanta na beleg door William T. Sherman.
  - 1929 - Bekrachtiging van het Protocol van Genève (verbod op chemische wapens).
  - 1940 - Zwaar bombardement op Londen tijdens de Slag om Engeland.
  - 1942 - Alle zilveren munten die in Nederland nog in omloop zijn worden door de bezetter uit roulatie genomen.
  - 1993 - Amerikaanse commando's voeren een aanval uit in de Somalische hoofdstad Mogadishu op een vermeend hoofdkwartier van de voortvluchtige krijgsheer en generaal Mohammed Farrah Aidid.
  - 2010 - Nederland verliest zijn 21e militair sinds het begin van de missie in de Afghaanse provincie Uruzgan. Sergeant-majoor Mark Leijsen van de Pantsergenie laat het leven nabij Tarin Kowt door een geïmproviseerd explosief.
- Politiek
  - 1822 - Brazilië wordt een onafhankelijk keizerrijk
  - 1898 - Eedaflegging Koningin Wilhelmina
  - 1953 - Nikita Chroesjtsjov leider van de Communistische partij in de Sovjet-Unie.
  - 1986 - Dictator Augusto Pinochet van Chili overleeft een aanslag van de linkse terreurbeweging Patriottisch Front Manuel Rodriguez, vijf van zijn lijfwachten vinden de dood.
  - 1991 - Ronald Venetiaan gekozen tot president van Suriname.
  - 2010 - Israël wordt lid van de OESO.
- Recreatie
  - 2010 - In Disney's Hollywood Studios wordt de attractie Star Tours gesloten, waarna het afgebroken wordt.
  - 1998 - In het Magic Kingdom wordt de attractie Mr. Toad's Wild Ride gesloten.
- Religie
  - 1274 - Wijding nieuwe Grote of Sint-Stevenskerk in Nijmegen door Albertus Magnus.
  - 1878 - William Booth verandert de naam van zijn Christian Mission in The Salvation Army. In Nederlands wordt dit het Leger des Heils genoemd.
  - 1986 - Desmond Tutu wordt de eerste zwarte bisschop in Zuid-Afrika.
- Sport

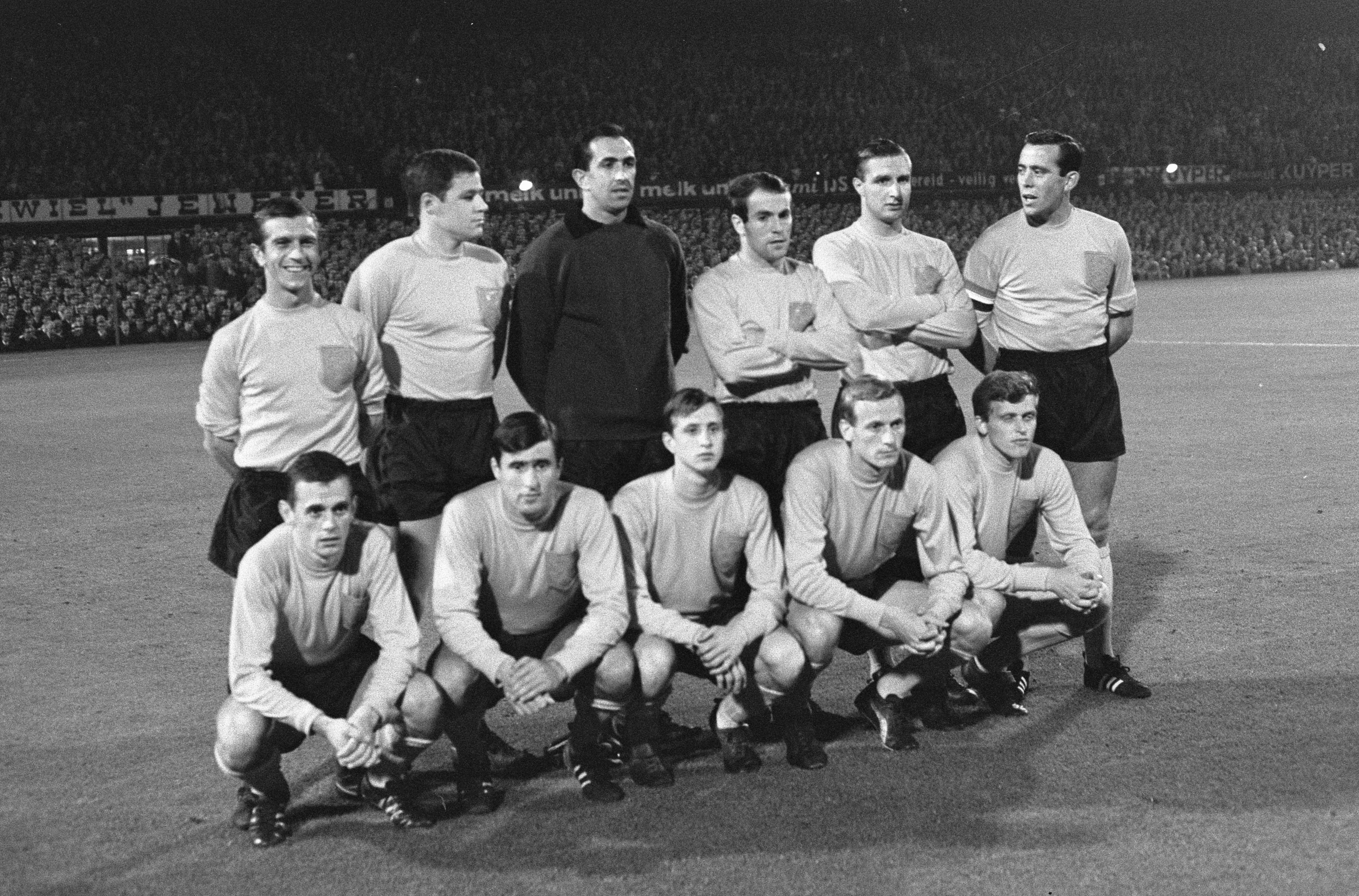
Johan Cruijff (voorste rij, midden) voor zijn debuut in het Nederlands Elftal

- - 1966 - Johan Cruijff maakt zijn debuut voor het Nederlands voetbalelftal in het EK-kwalificatieduel tegen Hongarije (2-2).
  - 1979 - Eerste uitzending van sportzender ESPN.
  - 1983 - Ajax-aanvaller Marco van Basten debuteert voor het Nederlands voetbalelftal in het EK-kwalificatieduel tegen IJsland (3-0).
  - 1988 - Pedro van Raamsdonk is de eerste bokser die binnen elf partijen gebokst te hebben, Europees kampioen (halfzwaargewicht) wordt.
  - 2011 - 36 van de 37 spelers van het Russische ijshockeyteam Lokomotiv Jaroslavl komen om bij het verongelukken van Jak-Service-vlucht 9633.
  - 2014 - Jeroen Dubbeldam behaalt als eerste Nederlandse springruiter in de geschiedenis de wereldtitel.
  - 2021 - Het Nederlands voetbalelftal wint het WK-kwalificatieduel tegen Turkije met 6-1.
  - 2023 - De Nederlandse 3×3 basketbalsters winnen in Jeruzalem (Israël) voor de eerste keer het Europees kampioenschap 3×3-basketbal voor vrouwen door in de finale Spanje met 21-18 te verslaan.[2]
- Wetenschap en technologie
  - 1888 - Eerste gebruik van de couveuse bij een menselijke baby, Edith Eleanor McLean
  - 1995 - Space shuttle Endeavour wordt gelanceerd voor missie STS-69. Het is de 100e succesvolle bemande ruimtevlucht uitgevoerd door de Amerikaanse ruimtevaartorganisatie NASA.[3]
  - 1997 - Eerste vlucht van een Lockheed Martin F-22 Raptor, een tactische luchtoverwichtsjager, gebouwd voor de USAF.
  - 2004 - Start Wikimedia Commons.
  - 2022 - Lancering van een Ariane 5 raket van Arianespace vanaf Centre Spatial Guyanais in Kourou, Frans-Guyana met aan boord de communicatiesatelliet Eutelsat Konnect VHTS gebouwd door Thales Alenia Space. Met 6,4 ton is dit de zwaarste satelliet die het bedrijf tot nu toe heeft gebouwd.[4]
  - 2022 - Lancering van een Minuteman III ICBM door US Airforce vanaf Vandenberg Space Force Base met drie geheime terugkeermodules (reentry vehicle).[5]
  - 2023 - Lancering van een H-IIA 202 raket van Mitsubishi Heavy Industries vanaf Tanegashima Space Center LA-Y1 in Japan voor de SLIM & XRISM missie met de SLIM maanlander die een zeer nauwkeurige landing op de Maan moet maken en de X-Ray Imaging and Spectroscopy Mission (XRISM) röntgensatelliet die voorheen X-ray Astronomy Recovery Mission (XARM) werd genoemd.[6]

## Geboren

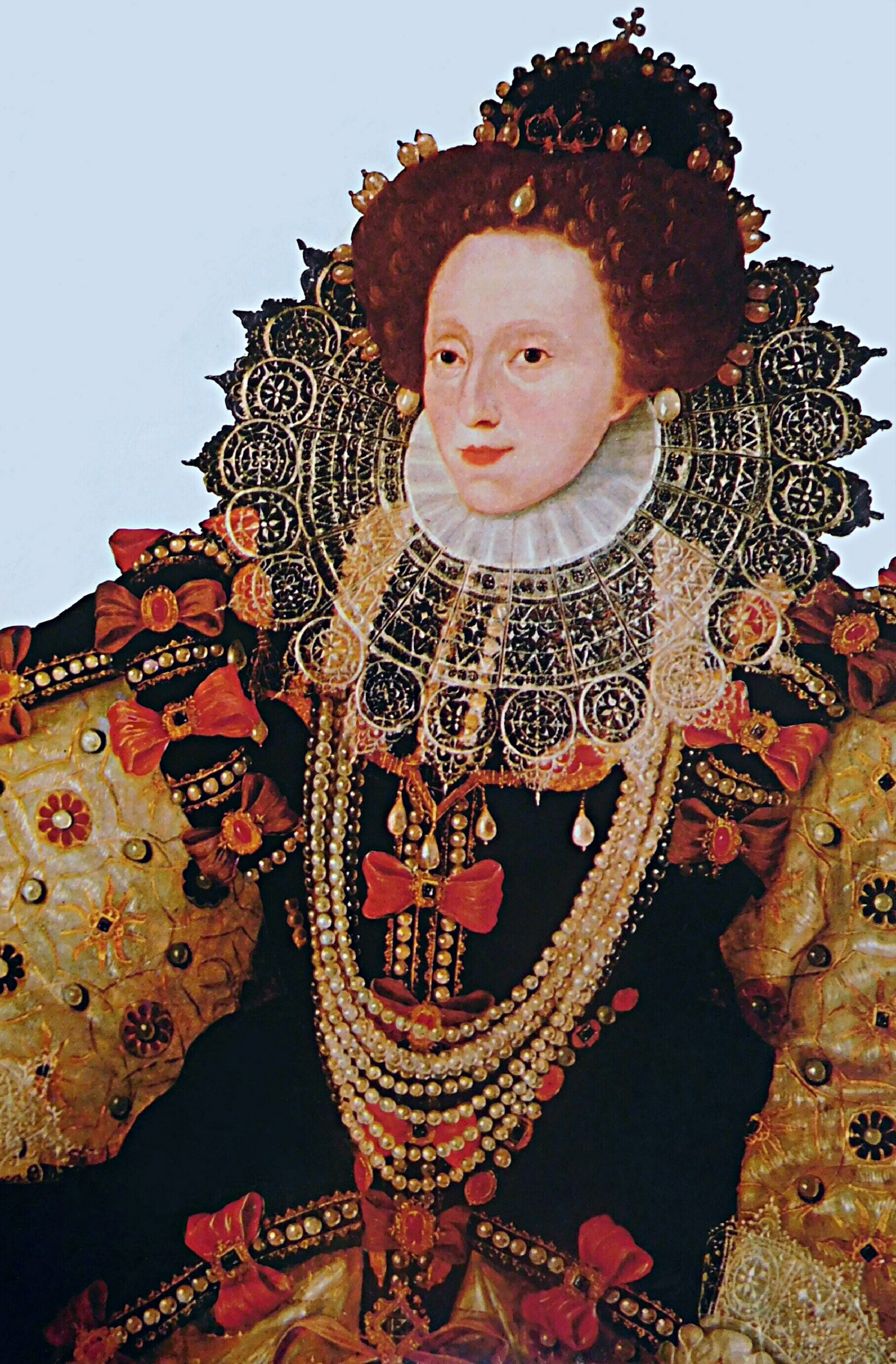
Elizabeth I van Engeland
geboren in 1533

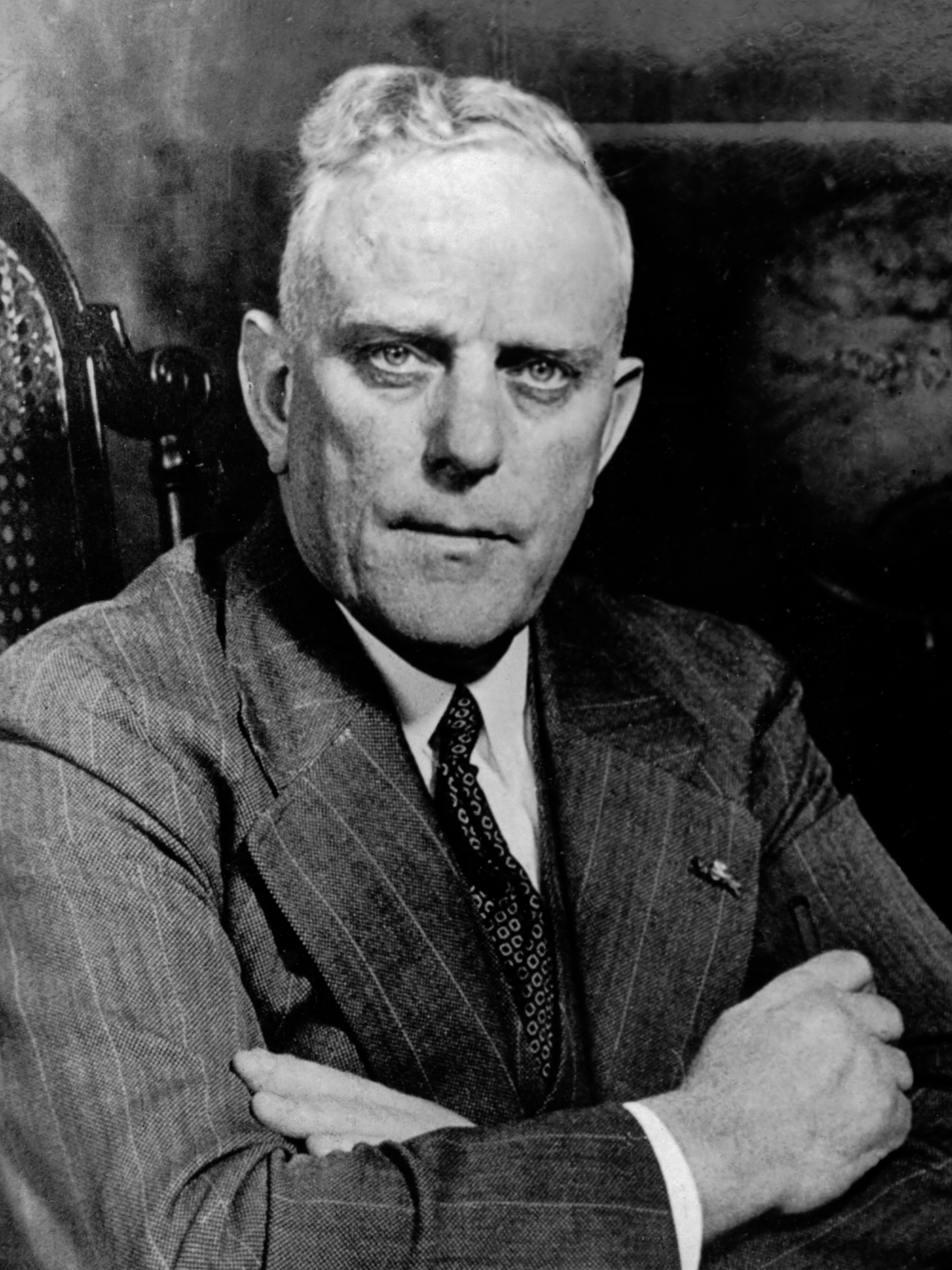
Albert Plesman
geboren in 1889

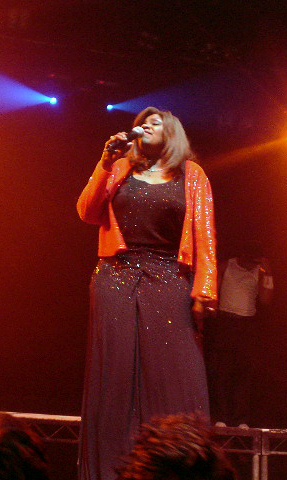
Gloria Gaynor
geboren in 1943

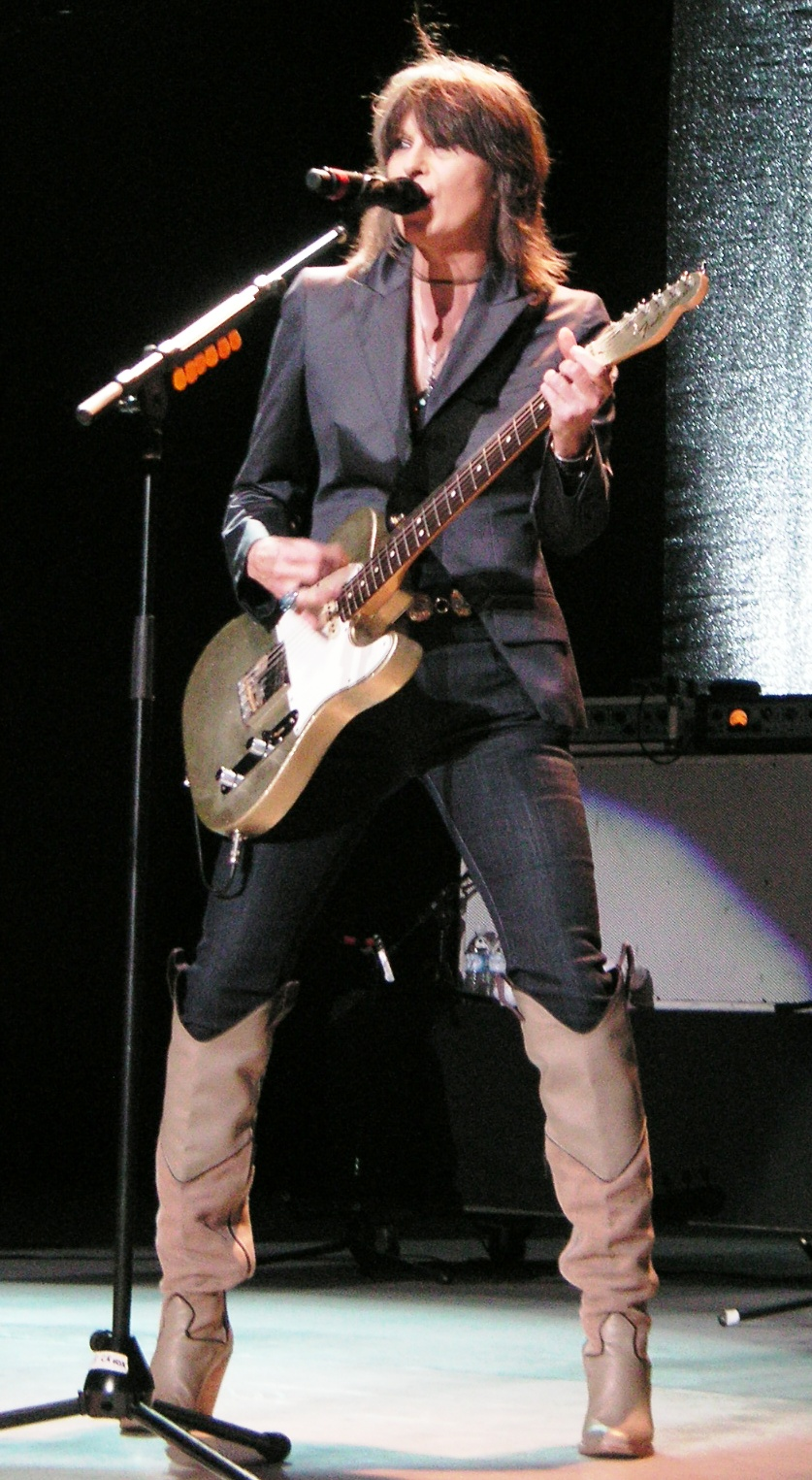
Chrissie Hynde
geboren in 1951

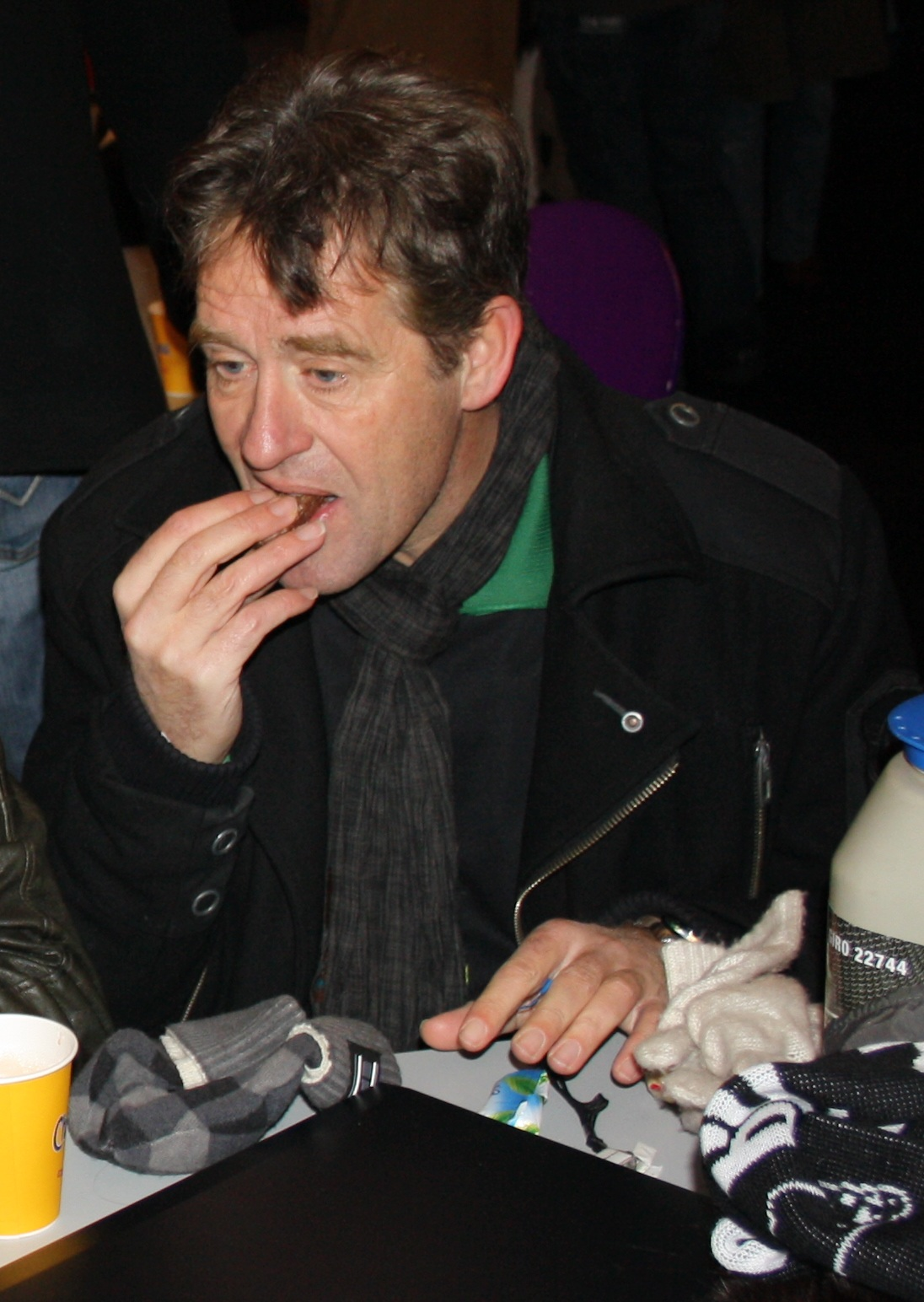
Peter Heerschop
geboren in 1960

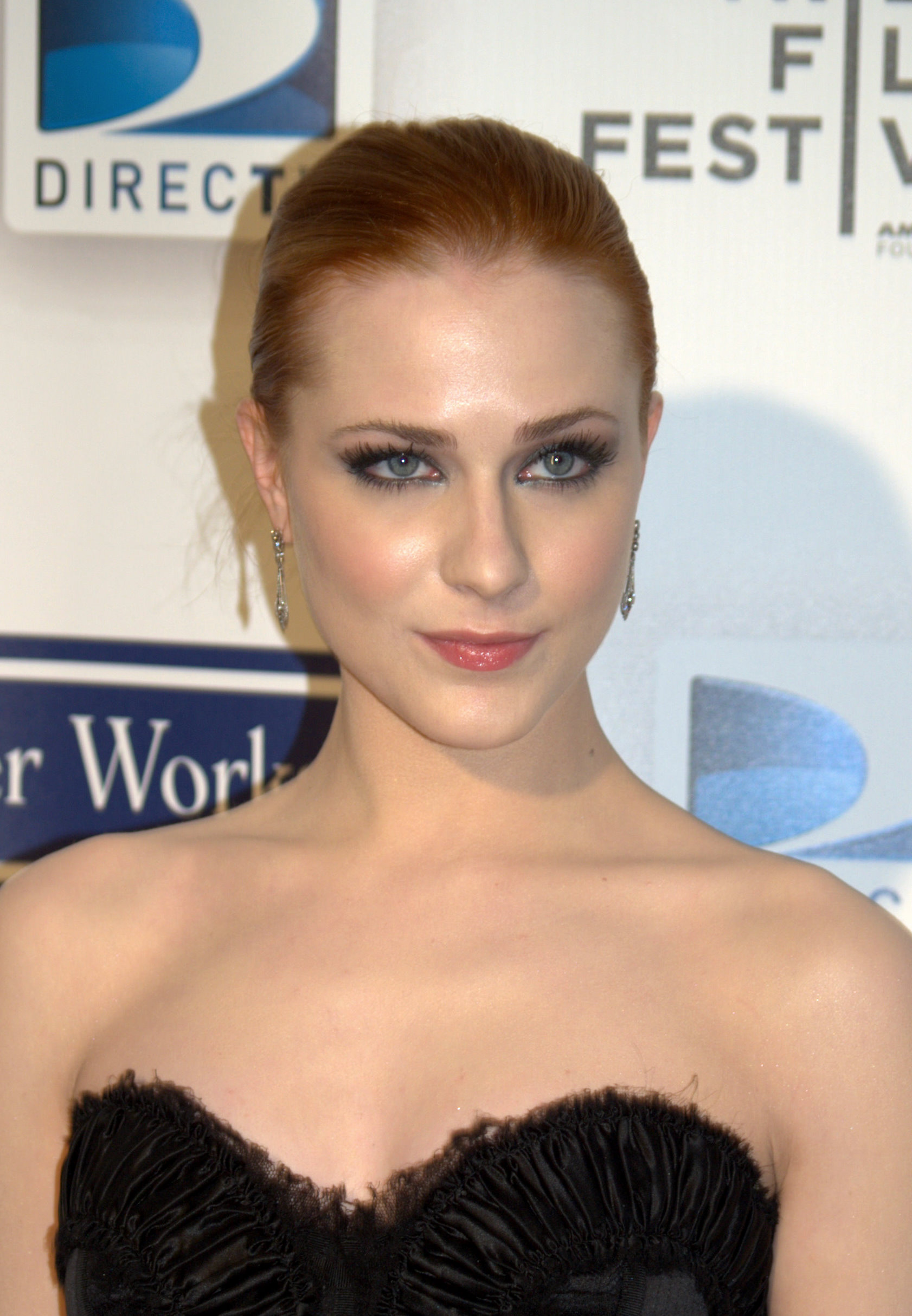
Evan Rachel Wood
geboren in 1987

- 1533 - Elizabeth I, koningin van Engeland (overleden 1603)
- 1599 - Jacob Westerbaen, Nederlands dichter (overleden 1670)
- 1707 - Georges-Louis Leclerc de Buffon, Frans natuuronderzoeker (overleden 1788)
- 1726 - François Philidor, Frans schaker, musicus en componist (overleden 1795)
- 1756 - Willem Bilderdijk, Nederlands geschiedkundige, dichter en advocaat (overleden 1831)
- 1807 - Henry Sewell, Nieuw-Zeelands politicus (overleden 1879)
- 1815 - John McDouall Stuart, Australisch ontdekkingsreiziger (overleden 1866)
- 1829 - Friedrich Kekulé, Duits chemicus (overleden 1896)
- 1838 - Louis Delacenserie, Belgisch architect (overleden 1909)
- 1842 - Johann Zukertort, Pools schaker (overleden 1888)
- 1844 - Kornelis Hoekzema, Nederlands architect en aannemer (overleden 1911)
- 1860 - Willem Hubert Nolens, Rooms-katholiek priester en Nederlands politicus (overleden 1931)
- 1864 - Charles Cooley, Amerikaans socioloog (overleden 1929)
- 1865 - Joseph Jessurun de Mesquita, Nederlands fotograaf (overleden 1890)
- 1870 - Tom Curtis, Amerikaans atleet (overleden 1944)
- 1889 - Albert Plesman, Nederlands luchtvaartpionier en oprichter van KLM (overleden 1953)
- 1889 - Regino Ylanan, Filipijns sporter en sportbestuurder (overleden 1963)
- 1899 - Leendert Antonie Donker, Nederlands politicus (overleden 1956)
- 1902 - Chris Broerse, Nederlands tuinman en landschapsarchitect (overleden 1995)
- 1907 - John Lander, Brits roeier (overleden 1941)
- 1908 - Michael DeBakey, Amerikaans wetenschapper (overleden 2008)
- 1909 - Elia Kazan, Amerikaans filmregisseur (overleden 2003)
- 1909 - Adriaan Kousemaker,  Nederlands componist, muziekpedagoog, dirigent, organist en muziekuitgever (overleden 1984)
- 1909 - Dries Riphagen, Nederlands crimineel en collaborateur (overleden 1973)
- 1910 - Jack Shea, Amerikaans schaatser (overleden 2002)
- 1911 - Todor Zjivkov, Bulgaars communistisch leider (overleden 1998)
- 1912 - Jo Dalmolen, Nederlands atlete (overleden 2008)
- 1912 - David Packard, Amerikaans ondernemer en politicus (overleden 1996)
- 1914 - James Van Allen, Amerikaans natuurkundige (overleden 2006)
- 1917 - John Cornforth, Australisch chemicus en Nobelprijswinnaar (overleden 2013)
- 1917 - Tetsuo Hamuro, Japans zwemmer (overleden 2005)
- 1918 - Max Heymans, Nederlands modeontwerper (overleden 1997)
- 1919 - Briek Schotte, Belgisch wielrenner (overleden 2004)
- 1923 - Peter Lawford, Amerikaans acteur (overleden 1984)
- 1924 - Daniel Inouye, Amerikaans politicus (overleden 2012)
- 1926 - Ed Warren, Amerikaans paranormale onderzoeker en auteur (overleden 2006)
- 1927 - Eric Hill, Engels kinderboekenschrijver en -illustrator (overleden 2014)
- 1927 - Elio Morille, Italiaans roeier (overleden 1998)
- 1927 - Nívio Gabrich (Nívio), Braziliaans voetballer (overleden 1981)
- 1928 - Donald Henderson, Amerikaans epidemioloog (overleden 2016)
- 1930 - Boudewijn, Belgisch koning (overleden 1993)
- 1930 - Sonny Rollins, Amerikaans jazzmuzikant, tenorsaxofonist
- 1931 - Charles Camilleri, Maltees componist (overleden 2009)
- 1932 - Raymond Hamers, Belgisch immunoloog (overleden 2021)
- 1932 - Ab van Kammen, Nederlands botanicus en viroloog (overleden 2023)
- 1933 - Ela Bhatt, Indiaas vakbondsleider, filantroop en sociaal activiste (overleden 2022)
- 1933 - Anton Haakman, Nederlands schrijver, cineast en filmcriticus (overleden 2020)
- 1934 - László Bitó, Hongaars fysioloog en schrijver (overleden 2021)
- 1934 - Omar Karami, Libanees premier (overleden 2015)
- 1935 - Abdou Diouf, Senegalees politicus
- 1935 - Jorge Griffa, Argentijns voetballer (overleden 2024)
- 1935 - Pedro Waldemar Manfredini, Argentijns voetballer (overleden 2019)
- 1936 - Brian Hart, Brits autocoureur (overleden 2014)
- 1936 - Buddy Holly, Amerikaans zanger (overleden 1959)
- 1937 - John Phillip Law, Amerikaans acteur (overleden 2008)
- 1941 - Plonie Scheringa, Nederlands atlete
- 1943 - Lena Valaitis, Litouws-Duits schlagerzangeres
- 1943 - Gloria Gaynor, Amerikaans zangeres
- 1944 - Bora Milutinović, Servisch voetballer en voetbaltrainer
- 1946 - Wim Bravenboer, Nederlands wielrenner (overleden 2025)
- 1946 - Alberto Vilasboas dos Reis (Bebeto), Braziliaans voetballer (overleden 2003)
- 1948 - Khalifa bin Zayed Al Nahayan, president van de Verenigde Arabische Emiraten (overleden 2022)
- 1948 - Damir Šolman, Kroatisch basketbalspeler (overleden 2023)
- 1949 - Jan Béghin, Belgisch politicus (overleden 2022)
- 1949 - Jukka Toivola, Fins atleet (overleden 2011)
- 1950 - Reggie Tsiboe, Ghanees-Duits zanger
- 1951 - Kebede Balcha, Ethiopisch langeafstandsloper (overleden 2018)
- 1951 - Chrissie Hynde, Amerikaans zangeres
- 1951 - Mark Isham, Amerikaans componist en musicus
- 1951 - Laurent Ulrich, Frans aartsbisschop
- 1954 - Corbin Bernsen, Amerikaans acteur
- 1954 - Michael Emerson, Amerikaans acteur
- 1954 - Martyn van den Hoek, Nederlands pianist, componist en muziekpedagoog (overleden 2022)
- 1955 - Mira Furlan, Kroatisch actrice en zangeres (overleden 2021)
- 1957 - Michael Kirchner, Amerikaans professioneel worstelaar (overleden 2021)
- 1957 - Ewa Kasprzyk, Pools atlete
- 1957 - Miguel Perez, Amerikaans acteur
- 1957 - Jermaine Stewart, Amerikaans zanger (overleden 1997)
- 1958 - Goran Hadžić, Servisch politicus uit Kroatië die werd verdacht van oorlogsmisdaden (overleden 2016)
- 1958 - Nadieh, Nederlands zangeres (overleden 1996)
- 1959 - Sergey Kudrin, Amerikaans schaker
- 1959 - Katinka Wiltenburg, Nederlands triatlete
- 1960 - Peter De Vocht, Belgisch atleet
- 1960 - Peter Heerschop, Nederlands cabaretier
- 1961 - LeRoi Moore, Amerikaans saxofonist (overleden 2008)
- 1963 - Éric Di Meco, Frans voetballer
- 1963 - Bert Maalderink, Nederlands sportjournalist,-verslaggever en redacteur
- 1964 - Eazy-E, Amerikaans rapper (overleden 1995)
- 1965 - Angela Gheorghiu, Roemeens sopraan
- 1965 - Darko Pančev, Macedonisch voetballer
- 1965 - Jörg Pilawa, Duits televisiepresentator
- 1965 - Uta Pippig, Duits atlete
- 1965 - Andreas Thom, Duits voetballer
- 1966 - Barbara van Beukering, Nederlands journaliste
- 1966 - Bram de Graaf, Nederlands historicus, journalist en schrijver
- 1966 - Gunda Niemann, Duits schaatsster
- 1966 -  David Moufang, Duits danceproducer
- 1967 - Ron Blaauw, Nederlands chef-kok
- 1967 - Claude Ganser, Luxemburgs voetballer
- 1967 - Miguel Ángel Guerrero, Colombiaans voetballer
- 1967 - Toby Jones, Brits actrice
- 1968 - Marcel Desailly, Frans voetballer
- 1968 - Taco Dibbits, Nederlands museumdirecteur
- 1968 - Qianhong Gotsch, Duits Chinees tafeltennisser
- 1969 - Angie Everhart, Amerikaans actrice
- 1971 - Noegzar Lobzjanidze, Georgisch voetballer
- 1971 - Tomomi Okazaki, Japans schaatsster
- 1971 - Chris Paciello, Amerikaans crimineel en nachtclubeigenaar
- 1972 - Bruno De Roover, Belgisch striptekenaar
- 1973 - Giuseppe Di Grande, Italiaans wielrenner
- 1973 - Shannon Elizabeth, Amerikaans actrice
- 1974 - Mario Frick, Liechtensteins voetballer
- 1974 - Stéphane Henchoz, Zwitsers voetballer
- 1974 - Mourad Mghizrat, Marokkaans/Nederlands voetballer
- 1974 - Tine Reymer, Belgisch actrice
- 1975 - Norifumi Abe, Japans motorcoureur (overleden 2007)
- 1975 - Harold Wallace, Costa Ricaans voetballer
- 1976 - Oliver Hudson, Amerikaans acteur
- 1977 - Fedde le Grand, Nederlands diskjockey
- 1978 - Coleby Lombardo, Amerikaans acteur
- 1979 - Lourenço Beirão da Veiga, Portugees autocoureur
- 1979 - Marieke van Ginneken, Nederlands zangeres
- 1980 - Emre Belözoğlu, Turks voetballer
- 1980 - Sara Carrigan, Australisch wielrenster
- 1980 - Javad Nekounam, Iraans voetballer
- 1981 - Dominique van Hulst, Nederlands zangeres
- 1981 - Athena Karkanis, Canadees actrice
- 1981 - Eyerusalem Kuma, Ethiopisch atlete
- 1982 - Ricardo Santos, Portugees golfer
- 1982 - Maikel Scheffers, Nederlands paralympisch sporter
- 1983 - Ginnie Crawford, Amerikaans atlete
- 1983 - Philip Deignan, Iers wielrenner
- 1984 - João Miranda de Souza Filho (Miranda), Braziliaans voetballer
- 1984 - Carla Rebecchi, Argentijns hockeyster
- 1984 - Ivan Vasiljev, Russisch triatleet
- 1984 - Vera Zvonarjova, Russisch tennisster
- 1985 - Márcio Rafael Ferreira de Souza, Braziliaans voetballer
- 1985 - René Wessels, Nederlands voetballer
- 1986 - Jen Hudak, Amerikaans freestyleskiester
- 1986 - Denis Istomin, Oezbeeks tennisser
- 1986 - Federico Pizarro, Argentijns handballer
- 1987 - Joe Brooks, Brits singer-songwriter
- 1987 - Rosalinde Kikstra, Nederlands model
- 1987 - Evan Rachel Wood, Amerikaans actrice
- 1988 - Paul Iacono, Amerikaans acteur
- 1988 - Ivan Samarin, Russisch autocoureur
- 1988 - Arnór Smárason, IJslands voetballer
- 1989 - Hannah John-Kamen, Engels actrice
- 1990 - Fjodor Klimov, Russisch kunstschaatser
- 1990 - Alex Molenaar, Nederlands acteur
- 1992 - Sam Kendricks, Amerikaans atleet
- 1992 - Anna Tsjernova, Russisch langebaanschaatsster
- 1992 - Ortál Vriend, Nederlands-Israëlisch actrice
- 1993 - Jorn Brondeel, Belgisch voetballer
- 1993 - Meis (Aysha de Groot) - Nederlands zangeres
- 1994 - Dilara Horuz, Nederlands zangeres en actrice
- 1995 - Oskar Svensson, Zweeds langlaufer
- 1995 - Sandrine Tas, Belgisch skeeleraar en langebaanschaatsster
- 1996 - Raevyn Rogers, Amerikaans atlete
- 1998 - Jan Groenendijk, Nederlands dammer
- 1998 - Jakov Medić, Kroatisch voetballer
- 1998 - Ola Solbakken, Noors voetballer
- 1998 - Hanna Tserach, Wit-Russisch wielrenster
- 1999 - Gracie Abrams, Amerikaans singer-songwriter
- 1999 - Chris Corning, Canadees snowboarder
- 2000 - Ariarne Titmus, Australisch zwemster
- 2001 - Jason Dupasquier, Zwitsers motorcoureur (overleden 2021)
- 2001 - Xandra Velzeboer, Nederlands shorttrackster
- 2003 - Diego Luna, Amerikaans-Mexicaans voetballer
- 2003 - Sangay Tenzin, Bhutanees zwemmer
- 2005 - Assane Diao, Spaans-Senegalees voetballer
- 2005 - Noëlle van der Sluijs, Nederlands voetbalster

## Overleden

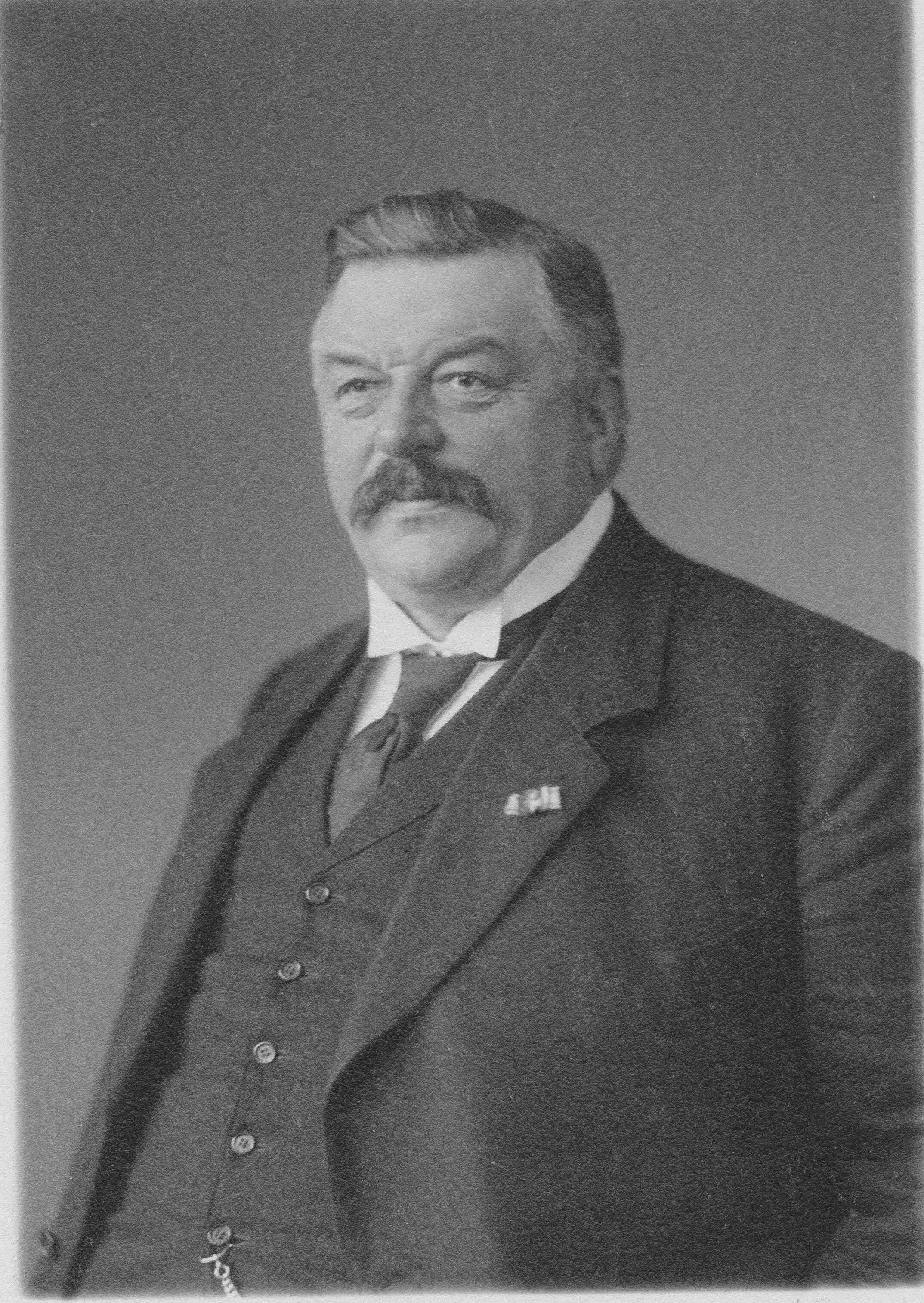
Jan Evert Scholten
overleden in 1918

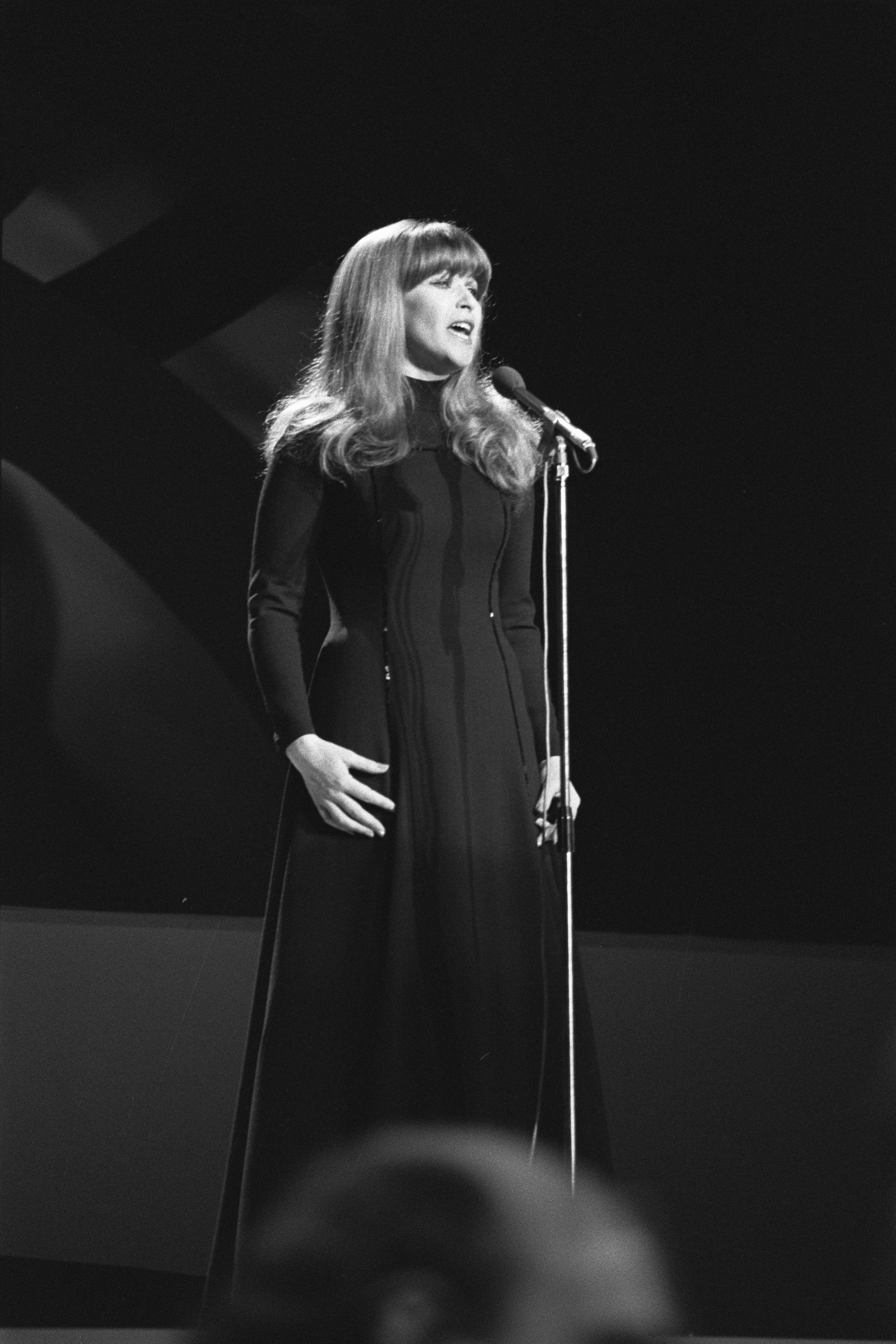
Rita Hovink
overleden in 1979

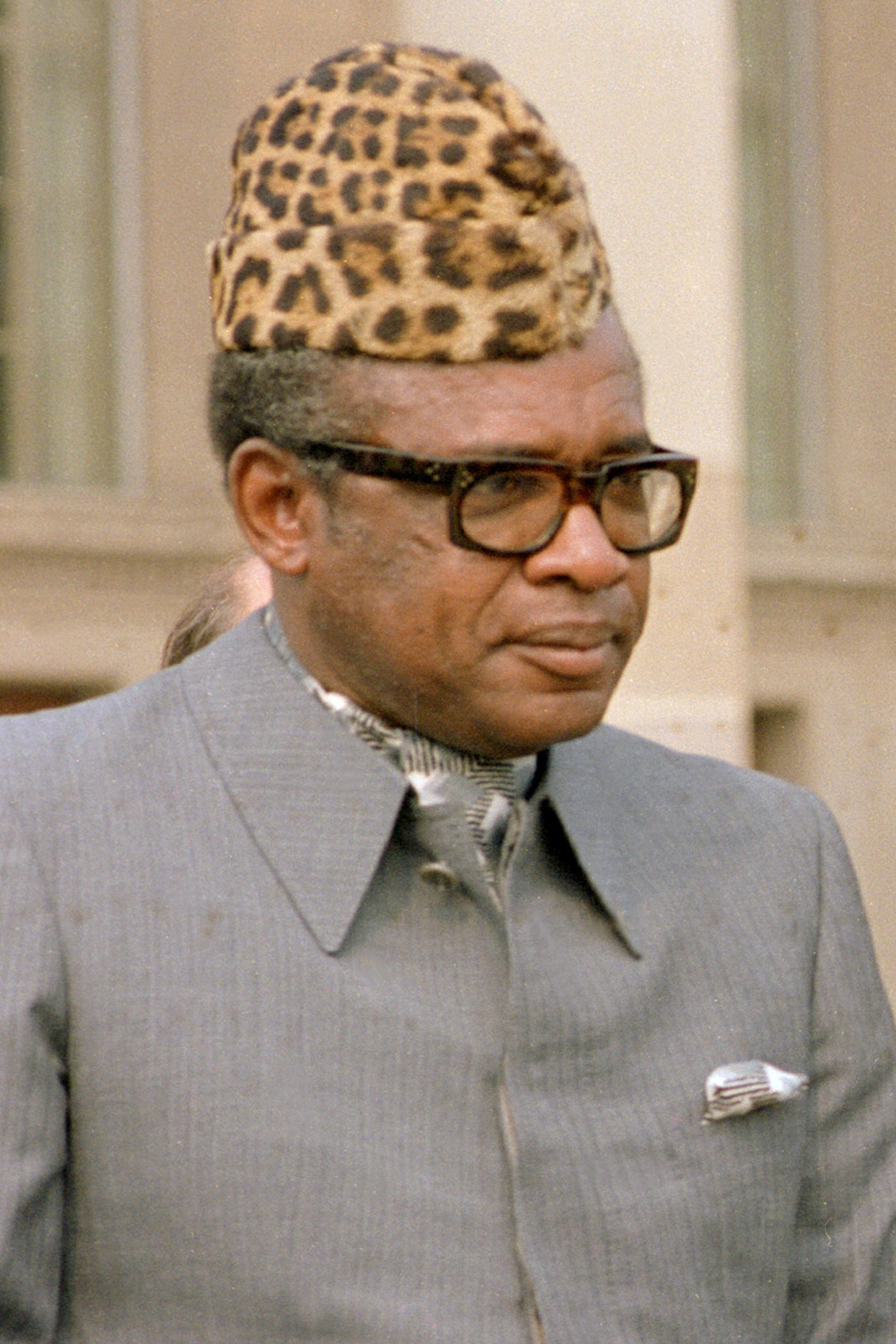
Mobutu Sese Seko
overleden in 1997

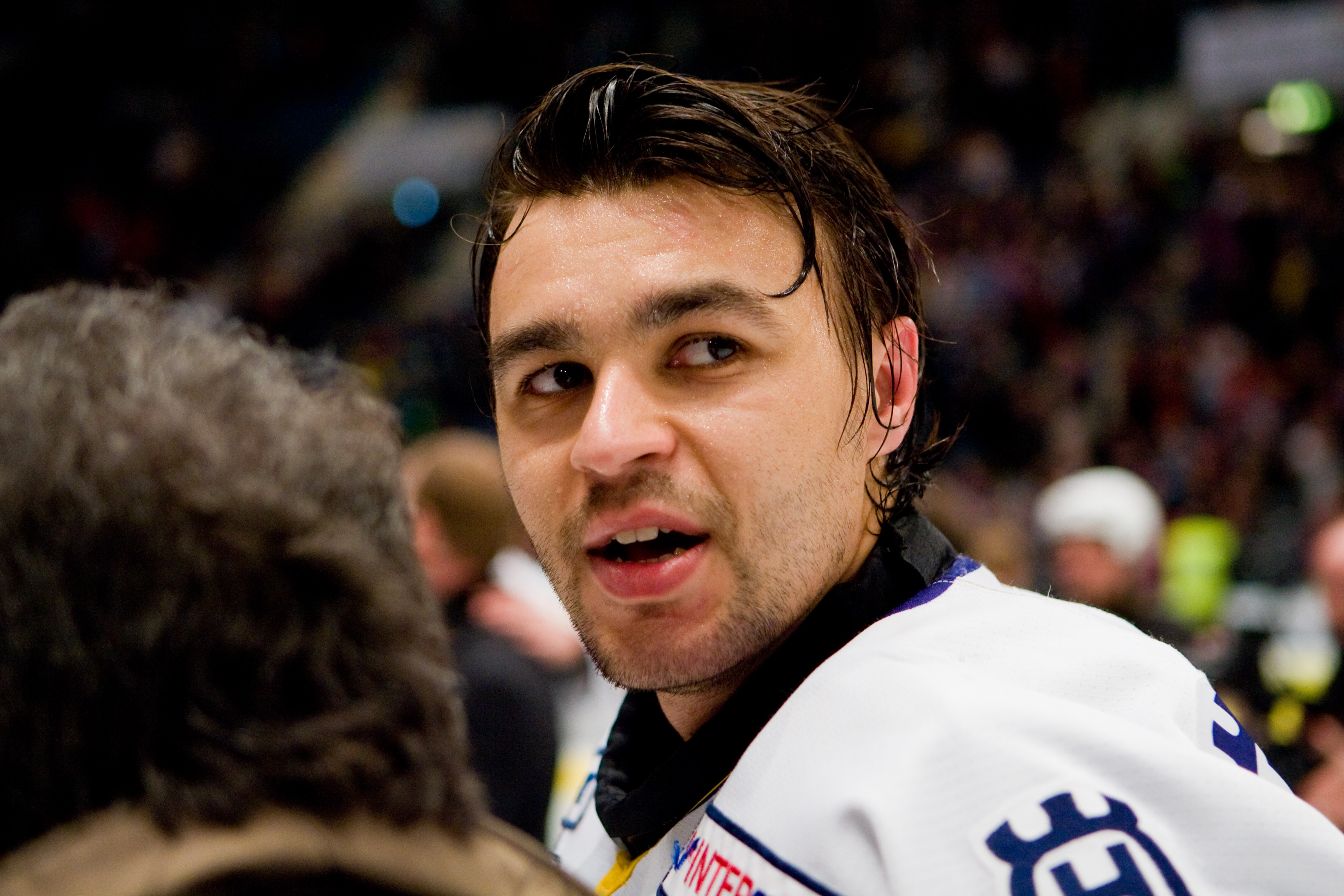
Stefan Liv
overleden in 2011

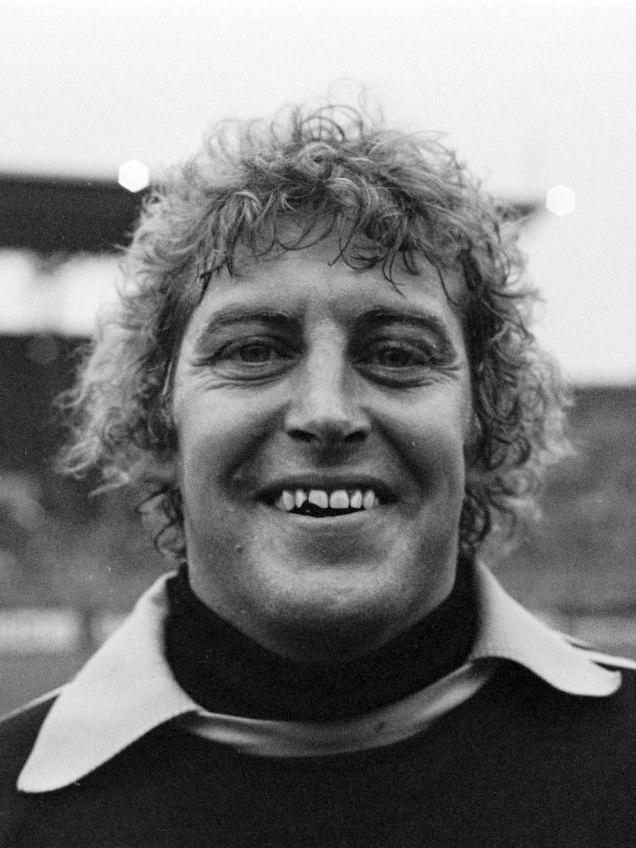
Piet Schrijvers
overleden in 2022

- 859 - Xuān Zong (49), keizer van China
- 1134 - Alfons I van Aragón (61), koning van Aragón
- 1151 - Godfried V (38), graaf van Anjou
- 1527 - Margaretha van Palts-Zweibrücken (71), Duits abdis
- 1559 - Robert Estienne (57), Frans drukker
- 1809 - Rama I (72), koning van Thailand
- 1829 - François Adriaan van der Kemp (77), Nederlands patriot
- 1892 - John Greenleaf Whittier (84), Amerikaans schrijver
- 1910 - William Holman Hunt (83), Engels kunstschilder
- 1915 - Louis Paul Zocher (95), Nederlands (tuin)architect
- 1918 - Jan Evert Scholten (69), Nederlands industrieel
- 1922 - Valeriano Hernandez (63), Filipijns schrijver
- 1923 - Nikolai von Glehn (82), Duits-Baltisch grootgrondbezitter en architect
- 1927 - Anna Goloebkina (63), Russisch beeldhouwster
- 1928 - Dirk Wentholt (64), Nederlands burgemeester
- 1939 - Esther de Boer-van Rijk (86), Nederlands actrice
- 1944 - Arnoldus Albert Baatsen (26), Nederlands Engelandvaarder
- 1944 - Jan de Haas (Engelandvaarder) (26), Nederlands SOE-agent, omgekomen in Mauthausen
- 1944 - M. de Vries Azn. (73), Nederlands architect
- 1945 - Charles Spearman (81), Brits psycholoog
- 1949 - Elton Mayo (68), Australisch wetenschapper
- 1951 - Charles Henry Purcell (68), Amerikaans civiel ingenieur
- 1956 - Otto Schmidt (64), Russisch wetenschapper
- 1956 - Sergio Sighinolfi (31), Italiaans autocoureur
- 1957 - Jan Lutz (68), Nederlands illustrator
- 1959 - Maurice Duplessis (69), Canadees politicus
- 1961 - Pieter Sjoerds Gerbrandy (76), Nederlands advocaat en premier in oorlogstijd (1940 - 1945)
- 1962 - Karen Blixen (77), Deens schrijfster
- 1962 - Graham Walker (66), Brits motorcoureur en journalist
- 1965 - Alfred Portielje (82), Belgisch architect
- 1978 - Keith Moon (32), Brits drummer
- 1979 - Rita Hovink (35), Nederlands zangeres
- 1984 - Josyf Slipyj (92), Oekraïens kardinaal-grootaartsbisschop van Lviv
- 1985 - Finn Seemann (40), Noors voetballer
- 1985 - Jacoba van Velde (82), Nederlands schrijfster
- 1990 - A.J.P. Taylor (84), Brits historicus
- 1994 - Terence Young (79), Brits filmregisseur
- 1996 - Vjatsjeslav Solovjov (71), Sovjet voetballer en trainer
- 1997 - Mobutu Sese Seko (66), president-dictator van Zaïre
- 1999 - Thierry Claveyrolat (40), Franse wielrenner
- 2000 - Georges Cardoen (69), Belgisch politicus
- 2001 - Jan Baas (86), Nederlands honkballer
- 2003 - Nel Noordzij (79), Nederlands schrijfster en dichteres
- 2003 - Warren Zevon (56), Amerikaans zanger en componist
- 2004 - Lev Boertsjalkin (65), Sovjet-Russisch voetballer en trainer
- 2004 - Beyers Naudé (89), Zuid-Afrikaans blanke predikant en strijder tegen het apartheidsregime
- 2005 - Sergio Endrigo (72), Kroatisch-Italiaans zanger en liedjesschrijver
- 2006 - Julien Schoenaerts (81), Belgisch acteur
- 2007 - Conny Patijn (98), Nederlands politicus
- 2007 - Mark Weil (55), Oezbeeks theaterregisseur en -directeur
- 2008 - Kune Biezeveld (60), Nederlands predikante en theologe
- 2011 - Vitaly Anikeyenko (24), Oekraïens ijshockeyer
- 2011 - Michail Balandin (31), Russisch ijshockeyer
- 2011 - Pavol Demitra (36), Slowaaks ijshockeyer
- 2011 - Stefan Liv (30), Zweeds ijshockeyer
- 2011 - Gennadi Tsjoerilov (24), Russisch ijshockeyer
- 2011 - Alexander Vasjoenov (23), Russisch ijshockeyer
- 2012 - César Fernández Ardavín (90), Spaans regisseur en scenarioschrijver
- 2013 - Paul Despiegelaere (59), Belgisch zanger en gitarist
- 2013 - Wolfgang Frank (62), Duits voetballer en voetbaltrainer
- 2013 - Susan Fuentes (58), Filipijns zangeres
- 2013 - Marek Špilár (38), Slowaaks voetballer
- 2014 - Fanny Godin (112), Belgisch oudste persoon
- 2014 - Raul Gonzalez (83), Filipijns politicus
- 2014 - Yoshiko Otaka (94), Japans actrice en zangeres
- 2015 - Cor Edskes (90), Nederlands organist en orgeldeskundige
- 2015 - Dickie Moore (89), Amerikaans acteur
- 2015 - Candida Royalle (64), Amerikaans pornoactrice, -regisseuse en -producente
- 2018 - Steve Andreas (82), Amerikaans schrijver en psycholoog
- 2018 - Paul Elshout (69), Nederlands beeldhouwer en kunstschilder
- 2018 - Kurt Helmudt (74), Deens roeier
- 2018 - Mac Miller (26), Amerikaans rapper
- 2019 - Roger Boutry (87), Frans componist, muziekpedagoog en dirigent
- 2019 - Kees van Kuijen (79), Nederlands politicus
- 2020 - Willem Hoogeveen (73), Nederlands beeldend kunstenaar
- 2021 - Jahangir Butt (78), Pakistaans hockeyer
- 2021 - Stefaan Fernande (54), Belgisch songwriter
- 2022 - Valeri Poljakov (80), Russisch kosmonaut
- 2022 - Piet Schrijvers (75), Nederlands voetbalkeeper
- 2023 - Akira Nishimura (69), Japans componist
- 2024 - Carel Bruens (98), Nederlands glazenier, schilder en tekenaar

## Viering/herdenking
- Nationale feestdag in Brazilië
- Rooms-Katholieke kalender:

  - Heilige Hilduard(us) (van Dikkelvenne) († c. 750) - Gedachtenis (in bisdom Gent)
  - Heilige Regina (van Alise) († c. 286)
  - Heilige Madalberta (van Maubeuge) († c. 705) - Gedachtenis (in bisdom Doornik en bisdom Luik)
  - Heilige Chlodoald(us) († c. 560)
  - Heilige Gosselinus van Toul († c. 962)
  - Heiligen Stephan Pongrácz, Melchior Grodziecki en Marko Krizin († 1619) - Gedachtenis in Slovakije
  - Zalige Johannes Baptista Mazzucconi († 1855)

## Weerextremen

### Nederland
| | Officiële records | Officiële records | Officiële records |      | Landelijke records | Landelijke records | Landelijke records                             |
| Gebeurtenis | Jaar              | Extreem           | Locatie           | Jaar | Extreem            | Locatie            |                                                |
| --- | ----------------- | ----------------- | ----------------- | ---- | ------------------ | ------------------ | ---------------------------------------------- |
| Laagste etmaalgemiddelde temperatuur (°C) | 1931              | 10,4              | De Bilt           |      | 1931 1952 1985     | 9,6                | Maastricht Eelde Twenthe                       |
| Hoogste etmaalgemiddelde temperatuur (°C) | 2023              | 20,7              | De Bilt           |      | 2023               | 23,9               | Lauwersoog                                     |
| Laagste minimumtemperatuur (°C) | 1952              | 4,2               | De Bilt           |      | 1996               | 2,0                | Twenthe                                        |
| Hoogste minimumtemperatuur (°C) | 1957              | 15,2              | De Bilt           |      | 2023               | 19,7               | Vlissingen                                     |
| Laagste maximumtemperatuur (°C) | 1984              | 12,5              | De Bilt           |      | 1984               | 11,1               | Maastricht                                     |
| Hoogste maximumtemperatuur (°C) | 2023              | 29,3              | De Bilt           |      | 1934               | 30,5               | Maastricht                                     |
| Hoogste uurgemiddelde windsnelheid (m/s) | 1944              | 22,1              | De Bilt           |      | 1944               | 35,0               | Vlissingen                                     |
| Hoogste windstoot (m/s) | 1974              | 19,5              | De Bilt           |      | 1974               | 27,3               | De Kooy                                        |
| Langste zonneschijnduur (uur) | 1971, 2016, 2023  | 12,2              | De Bilt           |      | 2012 2023          | 12,4               | Eindhoven Eelde, Gilze-Rijen, Heino, Hoogeveen |
| Langste neerslagduur (uur) | 1984              | 17,2              | De Bilt           |      | 1984               | 23,4               | Maastricht                                     |
| Hoogste etmaalsom van de neerslag (mm) | 1926              | 24,2              | De Bilt           |      | 1961               | 33,3               | De Kooy                                        |
| Laagste etmaalgemiddelde relatieve vochtigheid (%) | 1971              | 55                | De Bilt           |      | 1921               | 49                 | Maastricht                                     |
| Laagste uurwaarde luchtdruk op zeeniveau (hPa) | 1936              | 988,4             | De Bilt           |      | 1936               | 985,4              | De Kooy                                        |
| Hoogste uurwaarde luchtdruk op zeeniveau (hPa) | 1953              | 1034,8            | De Bilt           |      | 1953               | 1036,6             | Eelde, Leeuwarden                              |
| Officiële records worden altijd gemeten op het KNMI-weerstation in De Bilt. Landelijke records kunnen worden gemeten op elk officieel KNMI-weerstation in Nederland. |                   |                   |                   |      |                    |                    |                                                |

Uitzonderlijke gebeurtenissen
- 1940 - Laatste officiële warme dag van het jaar (maximumtemperatuur ≥ 20 °C in De Bilt)
- 1944 - Officieel maandrecord hoogste uurgemiddelde windsnelheid in m/s van september gemeten in De Bilt: 22,1
- 1944 - Landelijk maandrecord hoogste uurgemiddelde windsnelheid in m/s van september gemeten in Vlissingen: 35,0. Dit is de zwaarste storm sinds het begin van de metingen in 1910.[9]
- 1957 - Laatste officiële warme dag van het jaar (maximumtemperatuur ≥ 20 °C in De Bilt)
- 2023 - Landelijk laagste etmaalgemiddelde relatieve vochtigheid in % van september dit jaar gemeten in Lauwersoog en Twenthe: 60. Samen met 5 september

### België
Dagrecords
- 1892 - Laagste etmaalgemiddelde temperatuur 10,5 °C
- 1911 - Hoogste etmaalgemiddelde temperatuur 22,9 °C
- 1845 - Laagste minimumtemperatuur 4,7 °C
- 1911 - Hoogste maximumtemperatuur 30,7 °C
- 1984 - Hoogste etmaalsom van de neerslag 36 mm

Uitzonderlijke gebeurtenissen
- 1949 - Tornado tussen Theux en Eupen. Windkracht 11 Beaufort (144 km/h).
- 1985 - Minimumtemperatuur −1,6 °C in Sankt-Vith.

<< · 1 · 2 · 3 · 4 · 5 · 6 · 7 · 8 · 9 · 10 · 11 · 12 · 13 · 14 · 15 · 16 · 17 · 18 · 19 · 20 · 21 · 22 · 23 · 24 · 25 · 26 · 27 · 28 · 29 · 30 · >>